# حصار وادي الضيف الأول
يرمز حصار وادي الضيف الأول أو معركة وادي الضيف الأولى للحصار الذي أطبقته قوات المعارضة السورية على تجمع معسكري وادي الضيف والحامدية خلال الفترة الممتدة من 11 أكتوبر 2012 حتى 14 أبريل 2013. بدأ الحصار بعد أيام قليلة من سقوط مدينة معرة النعمان الاستراتجية التي تجاور المطار، وانتهى بتمكن قوات النظام من كسر الطوق المفروض عليها من خلال تأمين خطوط الإمداد للمعسكر والسيطرة على بعض النقاط والقرى المحيطة به.

## خلفيات الأحداث
تمكنت قوات المعارضة في 9 أكتوبر من السيطرة مدينة معرة النعمان الواقعة في محافظة إدلب والمتاخمة للطريق الدولي الذي يربط حلب بدمشق، أدت السيطرة على المدينة إلى تحول استراتيجي بمحافظة أدلب، حيث جرى قطع أحد أهم طرق الإمداد لقوات النظام المتواجدة في محافظة حلب بالإضافة لوصول قوات المعارضة لأطراف معسكر وادي الضيف الذي يعد المعسكر الأكبر لقوات النظام في محافظة إدلب.

## سير الحصار
بدأ حصار وادي الضيف بعد أيام قليلة من معركة معرة النعمان حين تمكنت قوات المعارضة من السيطرة على عدة كيلومترات من الطريق الدولي الذي يمد المعسكر، وبدأت قوات المعارضة بالتزامن مع ذلك بشن هجمات على المعسكر. في بادئ الأمر دفعت هجمات المعارضة قوات النظام إلى داخل المعسكر وعدوا ذلك اختراقاً كبيراً، لكن بعد ذلك استمرت الاشتباكات دون تقدم ملحوظ ولم تكلل هجمات المعارضة بالنجاح وخلفت الكثير من الخسائر. بعد قرابة شهر من المعارك بدأت إمدادات المعارضة بالنضوب واستنزفوا بشكل كبير وبدأت الكفة تميل لصالح قوات النظام التي بدأت بالسيطرة على مجموعة من القرى على الطريق الدولي.
كان سوء التنظيم وقلة التدريب وتعدد الفصائل وقلة التنسيق بينها هي الأسباب الرئيسية لعدم تمكن المعارضة من السيطرة على المعسكر في بادئ الأمر. ولتفادي ذلك شكلت فصائل المعارضة غرفة عمليات موحدة تهدف للسيطرة على المعسكر ويكون التنسيق فيها على أعلى مستوى، لكن مع بداية العملية وقعت مجموعة اقتحامية من قوات المعارضة في كمين لقوات النظام أسقط الكثير من القتلى. كان الأمر مجدداً بسبب سوء التنسيق والتغطية مما دفع معظم الفصائل للانسحاب ليبقى فقط عدد قليل منهم على تخوم المعسكر.

### كسر الحصار
في الأشهر الأخيرة للحصار تركزت جهود قوات المعارضة على قطع طريق الإمداد الجنوبي للمعسكر القادم من محافظة حماة والذي يمر بمدينة خان شيخون. كان إستراتيجية قطع الطريق فعالة جداً حيث ملئ بالكثير من الكمائن والألغام والقوات المرابطة مما تسبب بالكثير من الخسائر لقوات النظام التي كانت تحاول كسر الحصار.
في منتصف شهر أبريل من عام 2013 شنت قوات النظام المتمركزة جنوب المعسكر هجوماً مباغتاً على قرية بابليون الواقعة على طريق إمداد المعسكر والتي كانت قوات المعارضة قد سيطرت عليها سابقاً. كان الهجوم مباغتاً وعنيفاً وسقط فيه العشرات من قوات المعارضة بين قتيل وجريح. خلق الهجوم على بابليون الكثير من اللغط والتلاوم بين قوات المعارضة وانتهى بوصول قوات النظام للمعسكر وكسر الطوق المفروض عليه.